# Theodore Dumitru
Theodore "Ted" Dumitru (Bucareste, 2 de setembro de 1939 - 26 de maio de 2016) foi um treinador de futebol romeno

## Carreira
Dumitru fez carreira no futebol sul-africano na qual treinou os três grandes: Kaizer Chiefs, Sundowns e Orlando Pirates e a Seleção Bafana Bafana.

## Seleção da África do Sul
Theodore Dumitru selecionou o elenco da Seleção Sul-Africana de Futebol no Campeonato Africano das Nações de 2006.